# 白日夢信徒
《Daydream Believer》，中文常譯作《白日夢信徒》，是約翰·史特沃在離開金士敦三重唱前不久創作而成的。這首曲子最早收錄於頑童合唱團的專輯《The Birds, The Bees & The Monkees》中的一首單曲，由戴維·瓊斯領唱。1967年12月，這首單曲登上美國告示牌百大單曲榜的第一名，蟬聯四周冠軍寶座。在英國單曲排行榜也曾拿過最高排名第五的佳績，成為頑童合唱團最膾炙人口的經典代表曲目。
1979年，加拿大女歌手安·瑪莉重新詮釋，此版本在美國鄉村樂單曲榜排第三，且又重新登上告示牌百大單曲榜，這次排行第十二名。《Daydream Believer》就這麼不斷被翻唱，包括約翰·史特沃自己也在1971年翻唱過。

## 歌曲背景
史特沃曾表示這首曲子原本應該成為郊區居民三部曲企劃的第三部曲。

## 其他翻唱版本

### 歐美地區
- 蘇珊·波伊爾 2009年專輯《我曾有夢 (專輯)（英语：I Dreamed a Dream (album)）》
- 普莉西雅·安 2012年專輯《Natural Colors》

### 日本
- 少女隊 1986年專輯『SUPER VARIO』
- 山崎將義 2007年專輯『COVER ALL YO!（日语：COVER ALL YO!）』
- 羊毛與千葉花 專輯『Live in Living '09』
- 櫻花學院 2014年單曲「Jump Up 〜ちいさな勇気〜（日语：Jump Up 〜ちいさな勇気〜）」
- 高畑充希 2017年動畫電影《午睡公主～未知的我的故事～（日语：ひるね姫 〜知らないワタシの物語〜）》主題曲[1]
- 佐仓绫音、大西沙织 2017年单曲『Radio time predator』

## 外部連結
- Monkees Song Lyrics: Daydream Believer